# Allinges

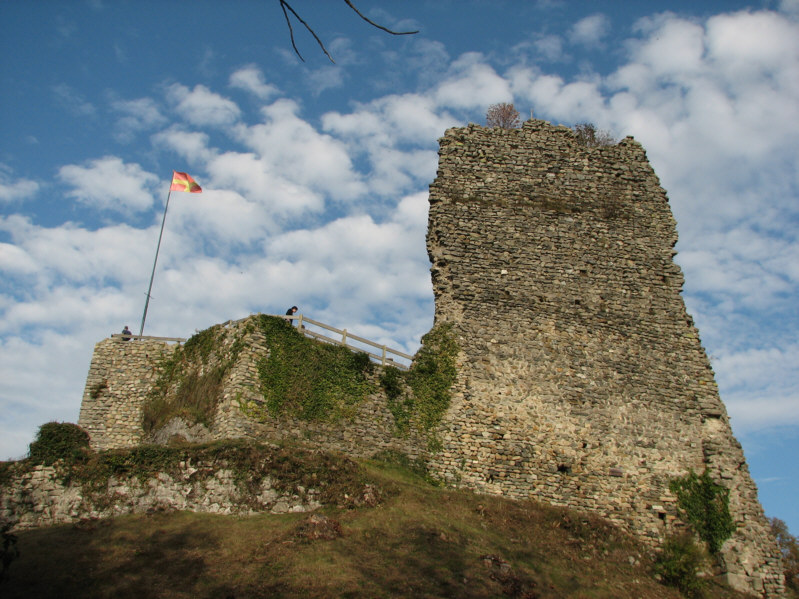
Ruiny Zamku Allinges (2005)

Allinges – miejscowość i gmina we Francji, w regionie Owernia-Rodan-Alpy, w departamencie Górna Sabaudia.
Według danych na rok 1990 gminę zamieszkiwało 2627 osób, a gęstość zaludnienia wynosiła 175 osób/km² (wśród 2880 gmin regionu Rodan-Alpy Allinges plasuje się na 339. miejscu pod względem liczby ludności, natomiast pod względem powierzchni na miejscu 770.).